# XXVII sonetów
XXVII sonetów – cykl liryczny młodopolskiego poety, dramaturga i tłumacza Antoniego Langego, opublikowany w tomie Pocałunki w 1925. Utwory składające się na cykl są napisane klasycznym polskim trzynastozgłoskowcem sylabicznym ze średniówką po sylabie siódmej.